# Llera (Badajoz)
Llera je španělská obec situovaná v provincii Badajoz (autonomní společenství Extremadura).

## Poloha
Obec se nachází na severozápadě okresu Campiña Sur a spadá do soudního okresu Llerena. Je vzdálena 105 km od města Badajoz. Krajina v okolí obce, pokrytá duby, olivovníky a vinicemi, je převážně suchá a kopcovitá. Nachází se zde barokní kostel zasvěcený Svatému Sebastianovi.

## Historie
V roce 1594 byla obec součástí provincie León de la Orden de Santiago a čítala 228 obyvatel. Od roku 1834 je součástí soudního okresu Llerena. V roce 1842 čítala 220 usedlostí a 840 obyvatel.

## Odkazy

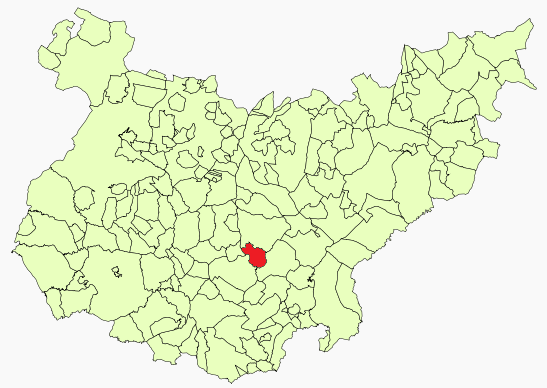
Poloha obce v provincii Badajoz

## Demografie
| Populace obce Llera z let (1842–2010) | Populace obce Llera z let (1842–2010) | Populace obce Llera z let (1842–2010) | Populace obce Llera z let (1842–2010) | Populace obce Llera z let (1842–2010) | Populace obce Llera z let (1842–2010) | Populace obce Llera z let (1842–2010) | Populace obce Llera z let (1842–2010) | Populace obce Llera z let (1842–2010) | Populace obce Llera z let (1842–2010) | Populace obce Llera z let (1842–2010) | Populace obce Llera z let (1842–2010) | Populace obce Llera z let (1842–2010) | Populace obce Llera z let (1842–2010) | Populace obce Llera z let (1842–2010) | Populace obce Llera z let (1842–2010) | Populace obce Llera z let (1842–2010) | Populace obce Llera z let (1842–2010) |
| ------------------------------------- | ------------------------------------- | ------------------------------------- | ------------------------------------- | ------------------------------------- | ------------------------------------- | ------------------------------------- | ------------------------------------- | ------------------------------------- | ------------------------------------- | ------------------------------------- | ------------------------------------- | ------------------------------------- | ------------------------------------- | ------------------------------------- | ------------------------------------- | ------------------------------------- | ------------------------------------- |
| 1842                                  | 1857                                  | 1860                                  | 1877                                  | 1887                                  | 1897                                  | 1900                                  | 1910                                  | 1920                                  | 1930                                  | 1940                                  | 1950                                  | 1960                                  | 1970                                  | 1981                                  | 1991                                  | 2001                                  | 2010                                  |
| 840                                   | 1 204                                 | 1 173                                 | 1 198                                 | 1 392                                 | 1 556                                 | 1 553                                 | 1 481                                 | 1 824                                 | 2 039                                 | 2 039                                 | 2 288                                 | 2 092                                 | 1 427                                 | 1 111                                 | 1 048                                 | 953                                   | 938                                   |